# David Ferrer i Ern
David Ferrer i Ern «Ferru» (Xàbia, Marina Alta, 2 d'abril de 1982) és un extennista valencià que va desenvolupar la seva carrera entre els anys 2000 i 2019.Des de 2019 és director esportiu del Barcelona Open, en substitució d'Albert Costa.
Fou especialista en la superfície de terra batuda malgrat que sempre va estar a l'ombra de Rafael Nadal en aquesta superfície, però progressivament va millorar en les altres superfícies fins a aconseguir títols també sobre pista dura i gespa. El 2006 aconseguí situar-se entre els 10 millors tennistes arribant fins a la tercera posició el juliol de 2013, i posteriorment es va consolidar entre els cinc millors individuals. En el moment de la seva retirada va esdevenir el tennista amb més victòries en el circuit ATP sense haver guanyat un títol de Grand Slam. Els seus millors resultats var ser haver disputat la final del Roland Garros 2013, el títol de Masters de París 2012 i a quarta posició en els Jocs Olímpics de Londres 2012 en categoria de dobles masculins amb Feliciano López. També va guanyar tres títols de Copa Davis amb l'equip espanyol (2008, 2009 i 2011).

## Biografia
És fill de Jaime i Pilar, comptable i mestra d'escola respectivament, i té un germà anomenat Javier. Va nàixer a Xàbia i la família es va traslladar a Gandia quan tenia tretze anys.
Es va casar en finalitzar la temporada 2015 amb la seua parella de tota la vida Marta Tornel, optometrista que treballa en l'òptica familiar de Benifaió. Al maig de 2018 va nàixer el seu primer fill Leo.
És seguidor del club de futbol València CF i gran amic de la llegenda valencianista, David Albelda.

## Carrera esportiva
Ferrer va començar a jugar a tennis a Gandia, però als quinze anys es va traslladar a Barcelona per entrenar-se dins la Federació Catalana de Tennis. Posteriorment també va treballar en l'acadèmia de Juan Carlos Ferrero de Villena i tornà a Dénia per entrenar sota les ordre de Javier Piles.

### Inicis a l'ATP: 2000−2009
El 2000 va esdevenir professional però no va ser fins al 2001 que va guanyar el seu primer torneig challenger. L'any 2002, amb vint anys, va començar a veure els primers fruits del seu treball, quatre títols challenger més i el seu primer títol ATP a Bucarest. Totes les victòries que va aconseguir durant la temporada, excepte en una challenger, foren sobre terra batuda. El 2003 va debutar en els quatre Grand Slam però no va passar de segona ronda en cap. Tot i no guanyar cap torneig, va ser finalista a Sopot i va continuar dins el rànquing dels cent millors. En el 2004 tampoc va aconseguir cap títol però va seguir progressant en els torneigs més importants i va millorar lleugerament el seu rànquing. El 2005 va aconseguir resultats molt positius en els grans torneigs ATP, però no en els Grand Slam, i es va situar per primera vegada entre els quinze millors tennistes, catorzè a final d'any.

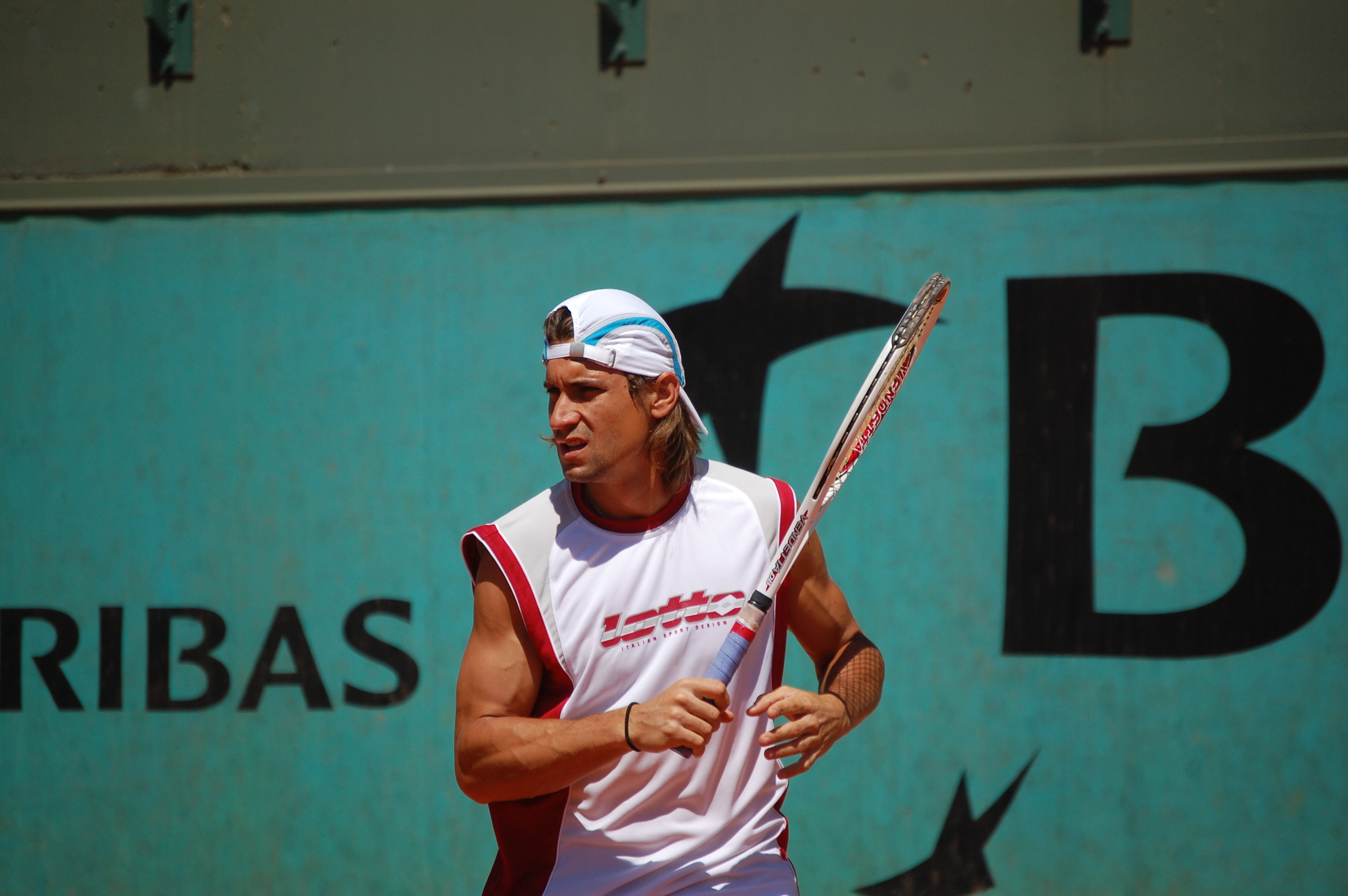
Ferrer al Roland Garros (2009)

El 2006 va començar de forma positiva entrant entre els deu millors de l'ATP, però només s'hi va mantenir cinc setmanes. També va formar part de l'equip espanyol de la Copa Davis en la derrota contra Belarús en primera ronda, en què va aconseguir l'única victòria de l'equip. Després de diversos bons resultats, finalment va tornar a guanyar un torneig ATP, en aquesta ocasió a Stuttgart. Aquest títol li va permetre mantenir-se en catorzena posició del rànquing per segon any consecutiu.
En el 2007 va fer un salt de qualitat aconseguint de retruc els seus millors resultats. De bon inici va guanyar el torneig d'Auckland, després va arribar a quarta ronda a Austràlia i a semifinals de Barcelona. El juliol va vèncer a Båstad i al setembre va aconseguir el seu millor resultat en un Grand Slam, semifinals al US Open eliminant a grans tennistes com el seu compatriota Rafael Nadal i perdent davant Novak Đoković. Juntament amb el títol a Tòquio, aquests resultats li van permetre col·locar-se entre els vuit millors del món, i dos mesos més tard va assolir la fita més important de la seva carrera fins al moment, classificant-se per la final de la Tennis Masters Cup perdent contra Roger Federer. Finalment va acabar l'any en cinquè lloc del rànquing.
Malgrat no aconseguir bons resultats a l'inici del 2008, va avançar fins a la quarta posició del rànquing al febrer. A l'abril va guanyar el primer títol de la temporada prop de casa seva, València. Després de ser finalista a Barcelona caient davant Rafael Nadal, va aconseguir el seu setè títol i únic sobre gespa, 's-Hertogenbosch. Amb aquesta victòria va esdevenir el segon espanyol en guanyar un torneig de gespa en tota l'Era Open després de Rafael Nadal. Malauradament no va aconseguir més bons resultats i va baixar fins a la dotzena posició. Paral·lelament també va col·laborar amb el seu país per aconseguir la Copa Davis participant en les tres darreres rondes amb dos victòries i una derrota. Durant el 2009 no va aconseguir cap títol però fa ser finalista a Dubai i a Barcelona en caure davant Novak Đoković i Rafael Nadal respectivament. Va participar novament en totes les eliminatòries de la Copa Davis excepte a quarts de final a causa d'una lesió. Va jugar un total de sis partits individuals, tots amb victòria, davant Sèrbia, Israel i la República Txeca.

### Consolidació al Top 5 (2010−2013)

#### 2010

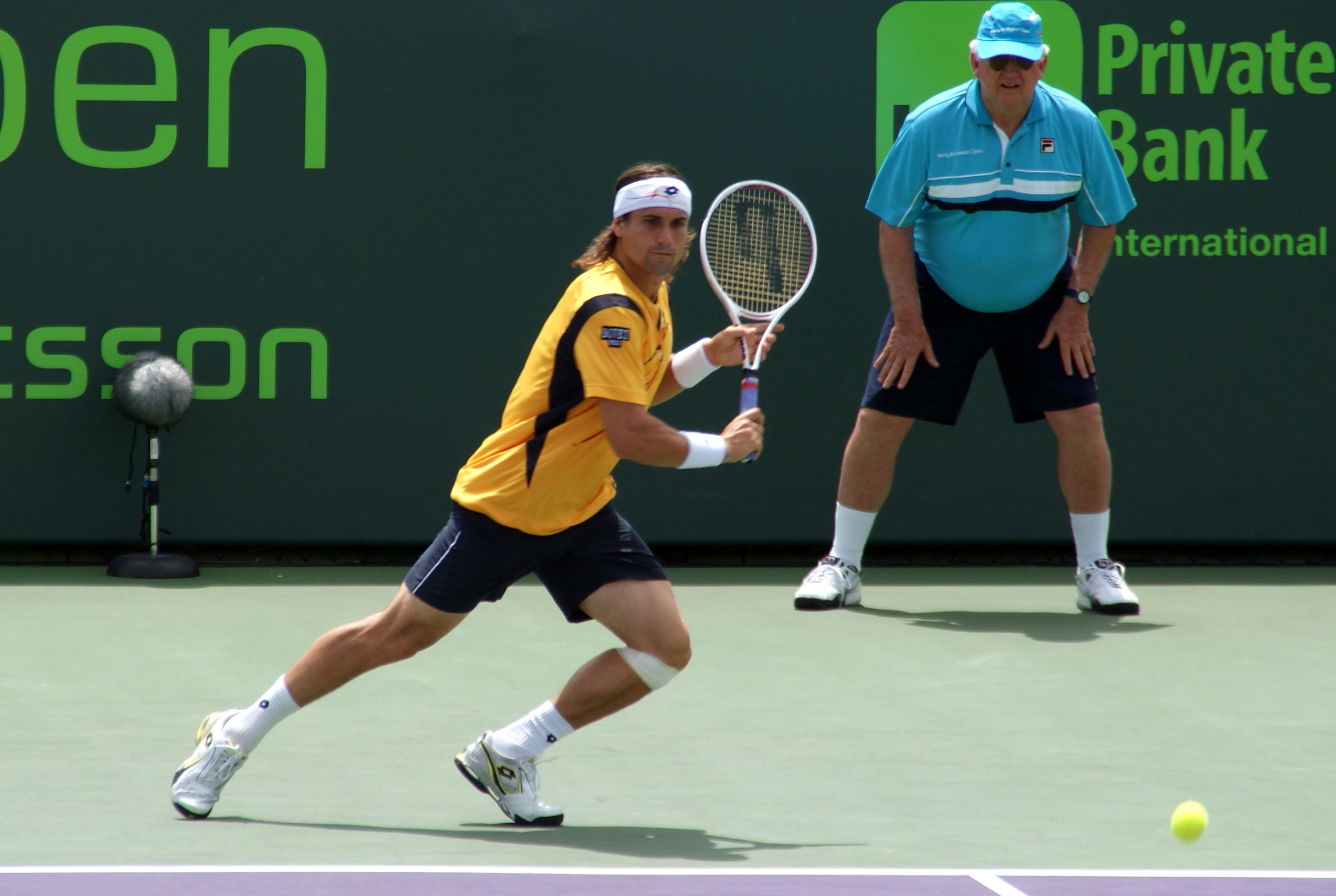
Ferrer jugant a Miami (2009)

L'any 2010 va començar de forma molt positiva fins que va arribar la terra batuda, on va encadenar dues finals consecutives contra Juan Carlos Ferrero, derrota a Buenos Aires i victòria a Acapulco. En l'Open d'Austràlia només havia arribat a segona ronda superat per Markos Bagdatís mentre que a Sud-àfrica va arribar a semifinals fins a caure davant Stéphane Robert. Posteriorment va vèncer en els dos partits individuals disputats en la primera ronda de la Copa Davis davant Suïssa, aconseguint així la seva vuitena victòria consecutiva en aquesta competició. A Indian Wells fou derrotat en el primer partit per James Blake i a Miami va avançar fins a quarta ronda, on va perdre contra Nadal. Tornant a la terra batuda, a Montecarlo va avançar fins a les semifinals, on novament el va superar Nadal. En el Comte de Godó també va arribar a semifinals fins que caigué davant Fernando Verdasco. A Roma també va coincidir amb Verdasco a semifinals però en aquesta ocasió el pogué superar classificant-se així per la seva primera final de categoria Màsters. Malauradament no pogué fer el mateix contra Nadal en la final, autèntic dominador d'aquesta superfície. A Madrid avançà fins a les semifinals superant a Andy Murray (quart del rànquing mundial) a quarts de final, però Federer el va vèncer en tres sets. Va començar el Roland Garros com un dels candidats al títol però fou sorprès a tercera ronda per Jürgen Melzer. A Wimbledon va fer una bona actuació arribant a quarta ronda superat per Robin Söderling en cinc sets. En la Copa Davis va perdre el primer partit contra Gaël Monfils i França va superar clarament l'equip espanyol. A Bastad va arribar a semifinals però el va derrotar el tennista local Söderling. Amb aquestes victòries va allargar la seva ratxa de 31 victòries sobre terra batuda en una temporada. Al Canadà fou sorprès a primera ronda per David Nalbandian mentre que a Cincinnati va avançar fins a la tercera ronda on va caure davant Nikolai Davidenko. Al US Open no va passar de quarta ronda derrotat per Verdasco però igualment va escalar en el rànquing individual i va poder retornar al Top 10. A Kuala Lumpur va arribar a semifinals vençut per Andrei Gólubev, mentre que a Pequín va arribar a la final, però el va derrotar Đoković. A Xangai fou derrotat novament per Söderling a tercera ronda però igualment avançà fins a la vuitena posició del rànquing. A València, el torneig en el qual juga com a casa, es plantà en la final després de superar a Söderling a semifinals. En la final va guanyar al seu compatriota Marcel Granollers i així el novè títol de la seva carrera. Amb aquest resultat va pujar a la setena posició del rànquing i es va classificar per l'ATP World Tour Finals. A París va perdre davant Melzer a tercera ronda. La seva participació en l'ATP World Tour Finals, el darrer torneig de l'any, fou força negativa en perdre els tres partits de la fase grups contra Federer, Söderling i Murray. Malgrat aconseguir només un títol, el seu registre de 60 victòries i 24 derrotes li va permetre retornar al Top 10 i escalar fins a la setena posició del rànquing mundial.

#### 2011

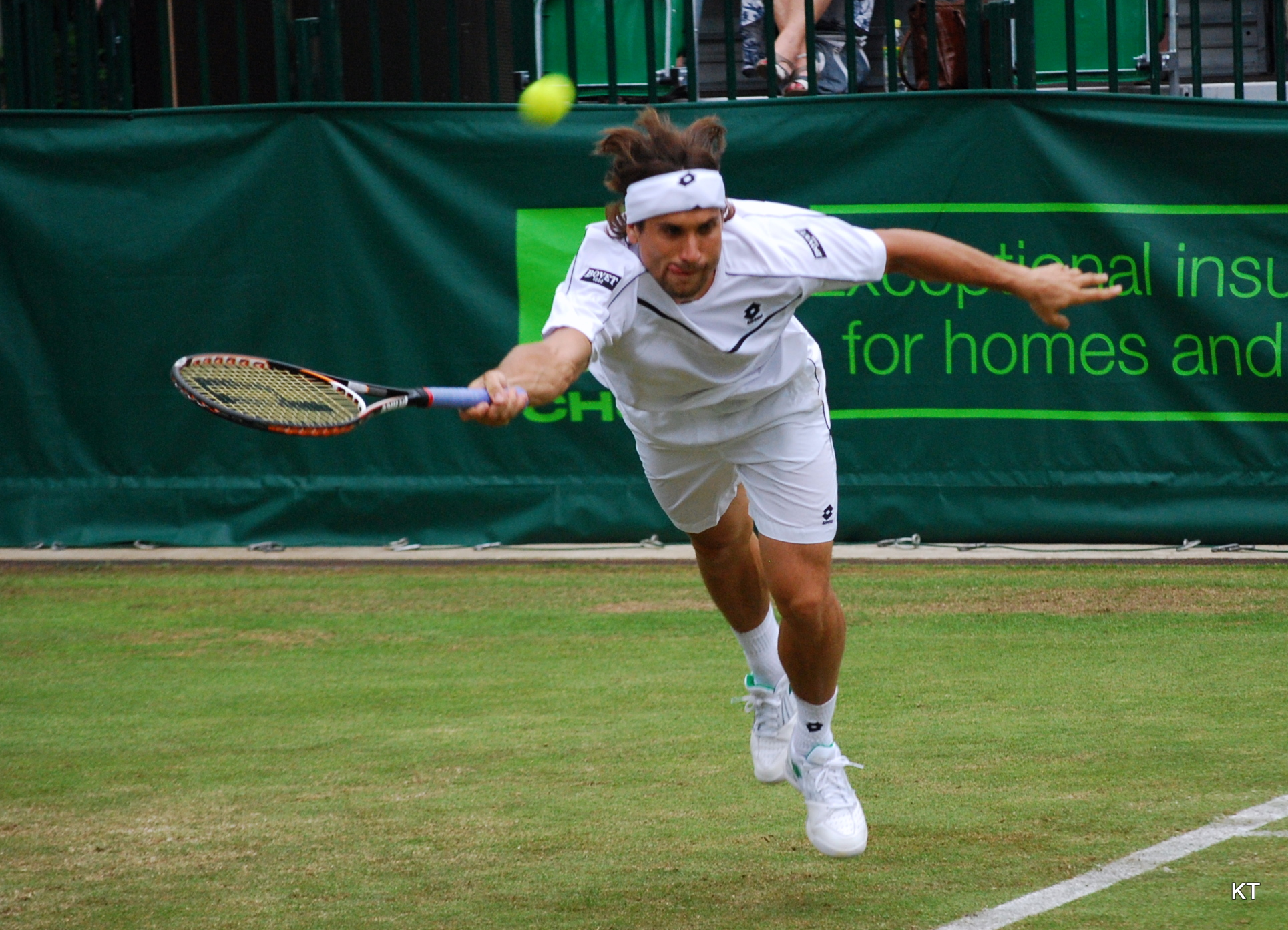
Ferrer disputant el torneig d'exhibició Boodles Challenge (2011)

La temporada 2011 va començar de forma molt positiva participant en el torneig de Heineken i enduent-se el primer títol de l'any davant Nalbandian. Va arribar a l'Open d'Austràlia com a setè cap de sèrie i va millorar el seu rendiment: va accedir a les semifinals després de superar un Nadal amb problemes físics. Allà fou derrotat per Murray, però eixa actuació li permetre escalar fins al sisè lloc del rànquing. Inesperadament, va perdre en primera ronda de Rotterdam, però es va refer en el torneig d'Acapulco, on va reeditar el títol aconseguit l'any anterior en derrotar Nicolás Almagro en la final. A Indian Wells va perdre en el primer partit contra Ivo Karlovic mentre que a Miami va avançar fins a quarts de final, on Mardy Fish el va superar. Llavors va iniciar els torneigs de terra batuda, en primer lloc a Montecarlo, on va millorar el seu resultat i va accedir a la segona final de Màsters de la seva carrera, però va caure davant Nadal. En el Comte de Godó va avançar a una nova final consecutiva però novament el va derrotar Nadal. A Madrid va avançar fins a trobar-se a Đoković en quarts de final, jugador que encara no havia perdut cap partit des de l'inici d'any. Va renunciar a participar en el torneig de Roma a causa d'una petita lesió que no li va impedir jugar el Roland Garros. El seu nivell sobre terra batuda no es va veure reflectit en aquest Grand Slam, ja que només va poder arribar a quarta ronda, derrotat per Monfils. Un mes després va disputar el torneig de Wimbledon, va accedir novament a quarta ronda fins a caure davant Tsonga. Seguidament va disputar la ronda de quarts de final de la Copa Davis amb l'equip espanyol als Estats Units, on va aconseguir dues victòries individuals sobre pista dura. A Bastad va arribar a la final, però novament el va vèncer Söderling. A l'estiu no va poder participar en el torneig de Toronto a causa d'una lesió al canell, però va tornar a jugar a Cincinnati, on malgrat caure a tercera ronda contra Gilles Simon, va aconseguir els punts necessaris per entrar al Top 5 del rànquing mundial. En el US Open va repetir el mateix resultat que l'any anterior amb una derrota a quarta ronda contra Andy Roddick. En les semifinals de Copa Davis contra França només va disputar un partit individual, amb victòria. A Xangai va aconseguir classificar-se per una nova final màsters, però també va perdre, aquest cop contra Murray. Posteriorment va disputar l'ATP World Tour Finals, on va guanyar els dos primers partits contra Murray i Đoković, amb millor rànquing que ell, i ja classificat per a semifinals va perdre contra Tomáš Berdych. A semifinals no pogué superar Federer, defensor del títol. Per a tancar la temporada, va disputar la final de la Copa Davis contra Argentina, amb una victòria individual que li va permetre aconseguir el títol per tercera ocasió. Va acabar l'any amb un total de dos títols individuals més la Copa Davis i una marca de 59 victòries i 19 derrotes.

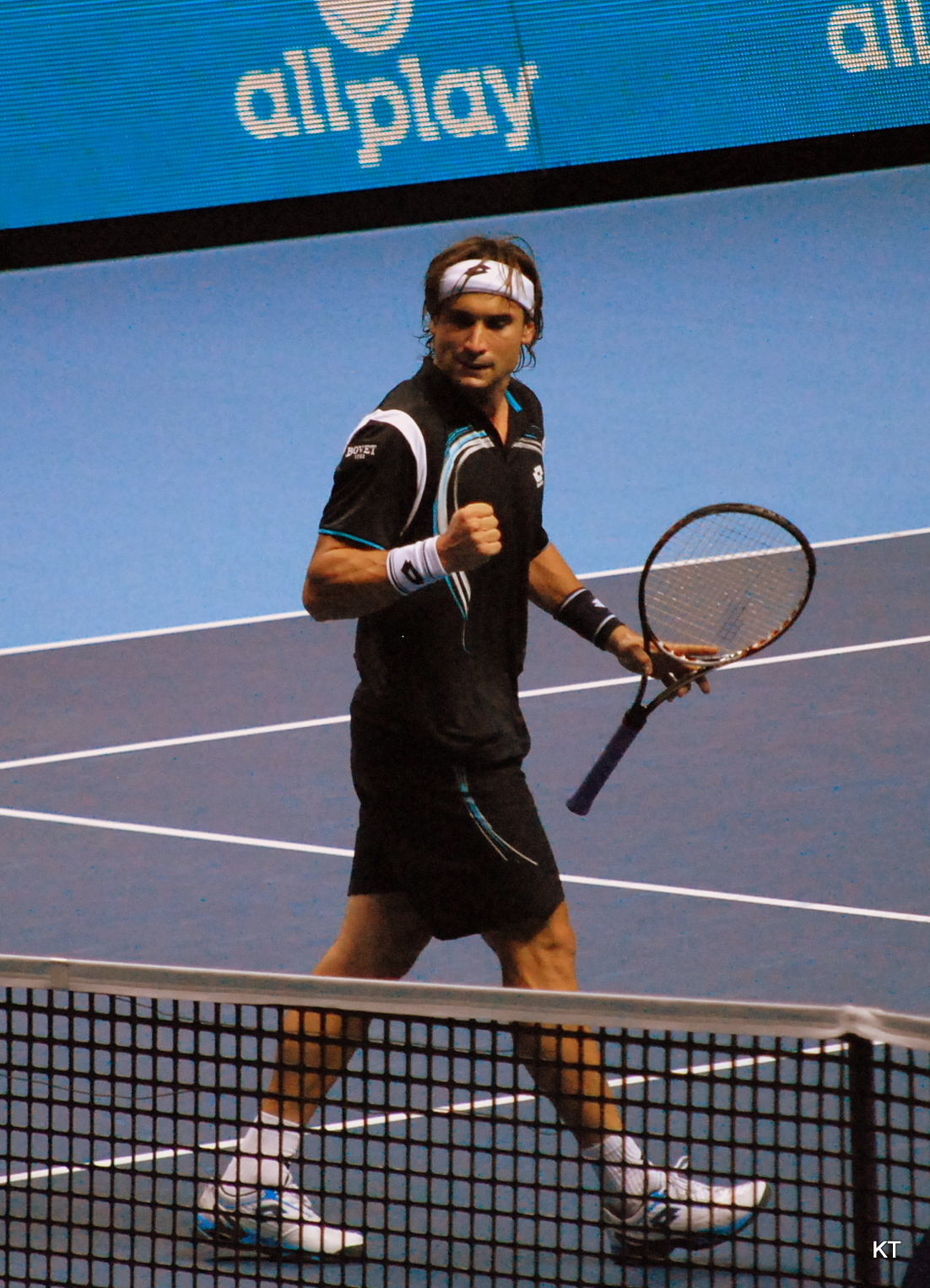
Ferrer disputant l'ATP World Tour Finals (2012)

#### 2012
Després de jugar un torneig d'exhibició a Abu Dhabi, va jugar el primer torneig a Auckland, amb una victòria sobre Olivier Rochus en la final. En l'Open d'Austràlia va entrar com a cap de sèrie número 5 i va avançar fins als quarts de final, on va coincidir amb Đoković, número 1 del món, que el va derrotar. La gira sud-americana fou molt frúctifera amb els títols a Buenos Aires, en què va derrotar Almagro en la final, i a Acapulco, sobre Verdasco. Amb tres títols a la butxaca, va participar en el Masters de Miami, on va arribar a quarts de final, davant Đoković, que el va tornar a vèncer. Posteriorment va començar la campanya europea sobre terra batuda en primer lloc a Montecarlo, però fou sorprès en segona ronda per Thomaz Bellucci. En el Comte de Godó va realitzar una actuació més adequada al seu nivell, i va arribar a una nova final d'aquest torneig, però novament Nadal el va derrotar. A Madrid, primer torneig disputat sobre terra batuda blava, Ferrer va avançar fins als quarts de final, on el va véncer Federer, guanyador final. A Roma va arribar a semifinals, on Nadal el va superar i es va adjudicar el títol posteriorment. En el Roland Garros, Ferrer va avançar sense gaires complicacions fins als quarts de final. Allà va superar Murray i va arribar per primera vegada a les semifinals de París, però Nadal el va derrotar novament amb facilitat. Poc després es va imposar a Philipp Petzschner en la final de 's-Hertogenbosch en el quart títol de l'any i segon sobre gespa de la seva carrera. A Wimbledon va arribar a quarts de final per primera vegada, però Murray el va vèncer en quatre sets. El cinquè títol de la temporada va arribar a Bastad poc després, superant Almagro. En els Jocs Olímpics de Londres va participar en els quadres individual i dobles masculins. Malgrat celebrar-se a les instal·lacions de Wimbledon on un mes abans havia arribat a quarts de final i ser quart cap de sèrie, Kei Nishikori el va sorprendre a vuitens de final. Això no obstant, junt amb Feliciano López, foren una de les parelles sorpresa en dobles, i es van plantar en semifinals. Malauradament, no van poder accedir a la final, en ser derrotats per Michaël Llodra i Tsonga, i en la final de consolació tampoc van poder superar la parella formada per Julien Benneteau i Richard Gasquet. Al US Open va arribar a semifinals, però va caure contra Đoković. Posteriorment va disputar les semifinals de la Copa Davis i va ajudar l'equip espanyol amb dues victòries individuals. Abans d'acabar la temporada va aconseguir nous èxits amb la victòria a València contra Aleksandr Dolgopòlov i la setmana següent va aconseguir el títol més important de la seva carrera, amb el primer títol de categoria màsters a París contra Jerzy Janowicz. El darrer torneig de l'any fou el ATP World Tour Finals, on malgrat guanyar dos partits contra Juan Martín del Potro i Janko Tipsarević i només una derrota contra Federer, un triple empat a dues victòries el va perjudicar fins a la tercera posició del grup i no va avançar a semifinals. Aquesta fou la seva temporada més reeixida, va aconseguir set títols i va guanyar el primer títol màsters de la seva carrera. El registre final fou de 76 victòries per 15 derrotes, cosa que li va permetre continuar en la cinquena posició del rànquing mundial. Addicionalment, va disputar la final de la Copa Davis com a màxim referent de l'equip espanyol i va complir les expectatives imposant-se en els dos partits individuals que va disputar, però això no va ser suficient per a superar l'equip txec.

#### 2013

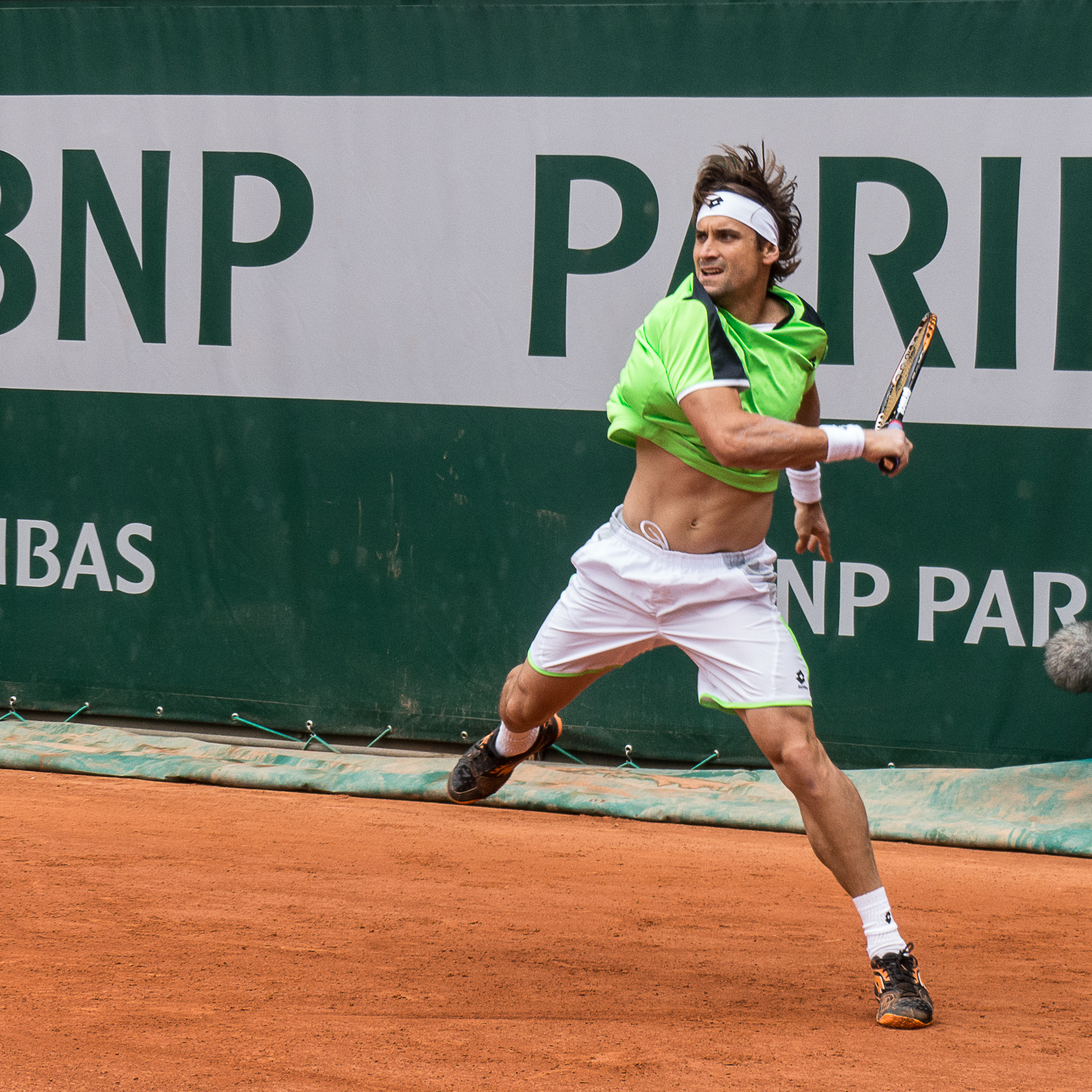
Ferrer al Roland Garros (2013)

La temporada 2013 va començar de forma excel·lent reeditant el títol a Auckland derrotant a Philipp Kohlschreiber. Llavors va arribar a semifinals de l'Open Austràlia però va caure davant Đoković. Aprofitant la llarga absència de Nadal per lesió, Ferrer el va superar en el rànquing individual esdevenint el millor tennista espanyol per primera vegada en la seva carrera. A continuació va guanyar el segon títol de l'any a Buenos Aires superant a Stanislas Wawrinka però va caure en la final d'Acapulco davant el retornat Nadal. Per sorpresa va caure en el primer partit del Masters d'Indian Wells en mans de Kevin Anderson. Es va refer arribant a la final de Miami però el va vèncer Murray malgrat disposar d'un punt de partit. No va disputar el Masters de Montecarlo i va perdre en el primer partit del Comte de Godó davant Dmitry Tursunov. La cinquena final de la temporada la va disputar a Oeiras però el va vèncer Wawrinka. En els Masters de Madrid i Roma va caure en quarts de final davant Nadal. Aquest partit es va repetir en la final del Roland Garros, la primera final de Grand Slam que va disputar Ferrer, i Nadal va demostrar novament el seu domini sobre terra batuda. A continuació va fracassar en la defensa del títol de 's-Hertogenbosch i va caure en primera ronda davant Xavier Malisse. A Wimbledon va caure novament en quarts de final davant Del Potro. La seva campanya estiuenca fou força negativa amb derrotes en segona ronda de Mont-real contra Alex Bogomolov, Jr. i en tercera a Cincinnati contra Tursunov. Al US Open va arribar a quarts de final i va ser derrotat per Gasquet en cinc sets. Posteriorment fou finalista a Estocolm, ja que fou vençut per Grígor Dimitrov, que estrenava el seu palmarès. Novament fou finalista al torneig de casa seva i del qual era defensor del títol, València, però Mikhaïl Iujni el va superar. La tercera final consecutiva es va produir a París, on també defensava títol, però després de superar en semifinals a Nadal, número 1 del rànquing, va caure davant Đoković a la final. Aquesta fou la setena final consecutiva que perdia. Per tancar la temporada disputà l'ATP World Tour Finals com a tercer cap de sèrie, però va perdre els tres partits de la primera fase davant Nadal, Berdych i Wawrinka. Acabà l'any amb només dos títols però un total de nou finals disputades, entre les quals la seva primera final de Grand Slam, punts que li permeteren acabar en la tercera posició del rànquing individual, el millor resultat de la seva carrera.

### Estabilitat al Top 10 (2014-2015)

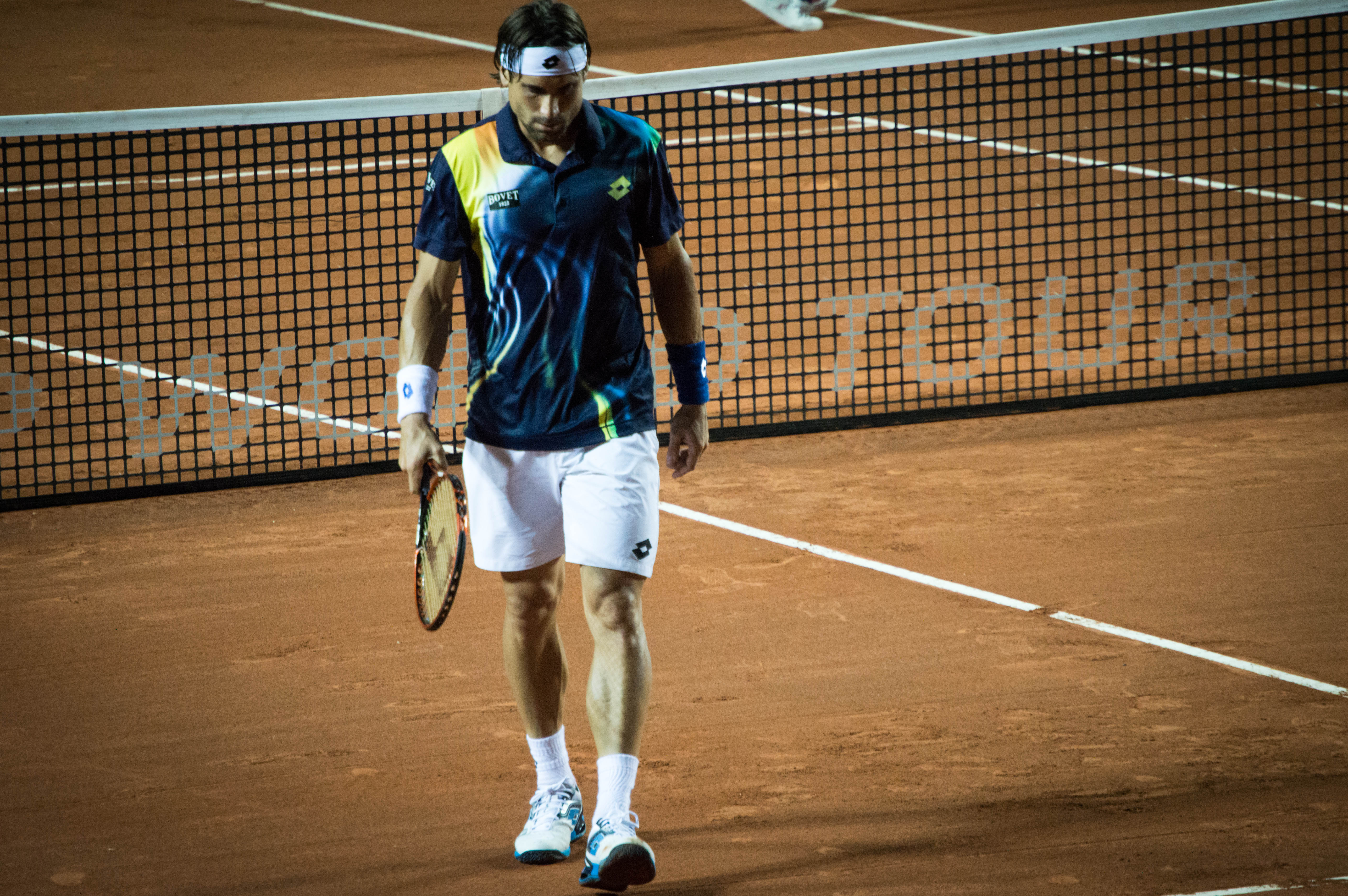
Ferrer a Roma (2014)

#### 2014
A principis d'any va disputar les semifinals d'Auckland i els quarts de final a l'Open d'Austràlia, on va caure en mans de Berdych. Sobre terra batuda va aconseguir els millors resultats de la temporada, bàsicament per la defensa del títol a Buenos Aires sobre Fabio Fognini. Després fou semifinalista a Rio de Janeiro i es va retirar a quarts de final d'Acapulco a causa d'una lesió. Es va perdre Indian Wells, però va arribar a quarta ronda de Miami. Novament sobre terra batuda arribà a semifinals de Montecarlo superant al màxim rival sobre aquesta superfície per primera vegada en 10 anys, el manacorí Nadal, però fou derrotat per Wawrinka. A Madrid arribà també a semifinals en caure contra Nishikori, mentre que a Roma fou eliminat en quarts de final per Đoković. En el Roland Garros fou derrotat per Nadal en quarts de final en una reedició de la final de l'any passat. Sobre gespa no aconseguí bons resultats i va caure tot just en segona ronda a Wimbledon tallant una ratxa de deu quarts de final consecutius en torneigs de Grand Slam. Encara disputà dos torneigs més sobre terra batuda a Bastad arribant a quarts de final i a Hamburg, on fou finalista en ser derrotat per Leonardo Mayer. A l'estiu va arribar a quarts de final de Toronto mentre que fou finalista a Cincinnati, ambdós derrotes davant Federer. En el US Open tampoc aconseguí un bon resultat caient en tercera ronda. A continuació tingué molt mals resultats a Shenzhen i Tòquio, mentre que es va refer a Xangai arribant a quarts de final havent derrotat a Murray. El tennista escocès es revenjà en la final de Viena i llavors arribà a quarts de final de París. No es classificà directament per l'ATP World Tour Finals inicialment, però substituí a Raonic a causa d'una lesió disputant només un únic partit que va perdre davant Nishikori.
Va acabar la temporada ocupant la desena posició del rànquing amb un únic títol de quatre finals disputades.

#### 2015

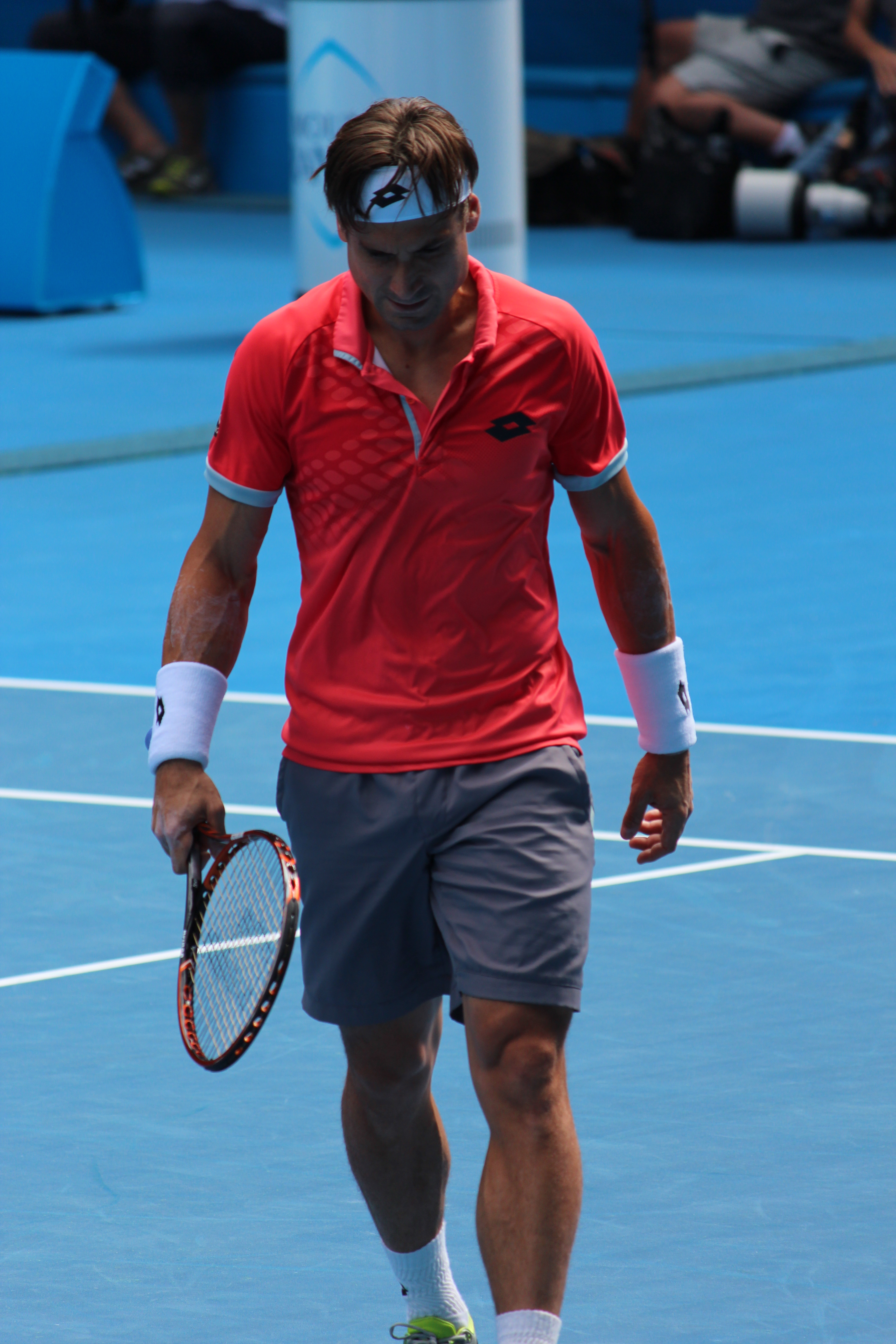
Ferrer a l'Open d'Austràlia (2015)

Va començar la temporada 2015 a Doha on es va imposar en la final davant Tomáš Berdych. En l'Open d'Austràlia va arribar a quarta ronda on fou derrotat per Kei Nishikori. A continuació va participar en la gira sud-americana sobre terra batuda amb gran èxit. Va encadenar els títols de Rio de Janeiro i d'Acapulco enfront Fabio Fognini i Nishikori respectivament. A continuació va disputar el Masters d'Indian Wells sense èxit a diferència de Miami on va arribar a quarts de final en caure davant Novak Đoković. Tornar a la terra batuda, a Montecarlo també va arribar als quarts de final però en aquest cop fou superat per Rafael Nadal. En el Comte de Godó també va disputar les semifinals però el va vèncer Pablo Andújar, a Madrid va caure a quarts de final davant Nishikori i a Roma va arribar a semifinals i el va derrotar Đoković. En el Roland Garros va arribar a quarts de final després de derrotar Marin Čilić, però en aquesta ronda el va superar Andy Murray. La seva temporada sobre gespa va ser molt curta, ja que va perdre en el primer partit de Queen's Club i va renunciar a Wimbledon degut a una lesió de colze. Va retornar al circuit just per disputar el US Open, on va caure en tercera ronda davant Jérémy Chardy. A continuació va disputar el torneig de Kuala Lumpur i va conquerir el quart títol de l'any derrotant Feliciano López. Seguidament va disputar el torneig de Pequín, on va arribar a semifinals sent vençut per Đoković. A Viena va aconseguir el cinquè títol Viena superant a Steve Johnson en la final. El seu bon rendiment durant la tardor va continuar a París, on fou derrotat per Murray en semifinals. Malauradament no va poder fer el mateix en l'ATP World Tour Finals, ja que va perdre els tres partits de la fase de grups davant Murray, Wawrinka i Nadal. Va acabar l'any amb 55 victòries per 16 derrotes que li van permetre guanyar cinc títols de les cinc finals que va disputar, acabant en la setena posició del rànquing.

### Últims anys al circuit: 2016-2019

#### 2016: Caiguda del Top 20
Ferrer va començar la seva temporada en una exhibició al Campionat del Món de tennis de Mubadala. Ferrer va derrotar amb facilitat Jo-Wilfried Tsonga i després va perdre contra Rafael Nadal en un ajustat triple set. Ferrer es va enfrontar a Stan Wawrinka en el partit pel tercer lloc. Ferrer va perdre el primer set, però va tornar a guanyar. Ferrer va arribar a l'Open de Qatar com a quart cap de sèrie i campió defensor. Ferrer va perdre en primera ronda contra Illya Marchenko, tot i guanyar el primer set. Ferrer va competir a Auckland com a cap de sèrie. Ferrer va passar a semifinals després de derrotar els classificats Matthew Barton i Lukáš Rosol, però va perdre contra Jack Sock tot i guanyar el primer set. Ferrer va disputar el primer Grand Slam de l'any a l'Open d'Austràlia. Ferrer va derrotar el classificat Peter Gojowczyk a la primera ronda. A la segona ronda, Ferrer va derrotar Lleyton Hewitt, que jugava el seu últim partit individual de la seva carrera. Ferrer va derrotar llavors el cap de sèrie 31è Steve Johnson i el 10è cap de sèrie John Isner. Ferrer va arribar als quarts de final sense haver perdut cap set. Als quarts de final, Ferrer va perdre contra el segon cap de sèrie Andy Murray a la final en quatre sets. Ferrer va arribar com a segon cap de sèrie a l'Argentina Open. Ferrer va derrotar el convidat (wildcard) Renzo Olivo i Pablo Cuevas, vuitè cap de sèrie, en tres sets, abans de perdre contra Nicolás Almagro a les semifinals. Ferrer va arribar a l'Obert de Rio com a segon cap de sèrie. Ferrer va derrotar Nicolás Jarry i Albert Ramos-Viñolas. El torneig de Ferrer va arribar a la seva fi als quarts de final quan va perdre contra el cinquè cap de sèrie Dominic Thiem. Ferrer va caure a la segona ronda de l'Open de Mèxic contra Aleksandr Dolgopolov i a la segona ronda de l'Open de Miami davant Lucas Pouille per posar fi a la seva temporada sobre pista dura.
Per començar la temporada sobre terra batuda, Ferrer va competir a l'Open de Madrid, derrotant Guillermo García-López i Denis Kudla en tres sets, abans de caure contra Tomáš Berdych. Va seguir amb una altra aparició en tercera ronda al Masters de Roma, aquesta vegada perdent contra Pouille. Va començar bé l'Open de França, derrotant el rus Evgeny Donskoy. Va passar a eliminar Juan Mónaco i Feliciano López abans de tornar a caure davant Berdych. La temporada sobre pista de gespa no va anar tan bé, cedint en la primera ronda de Halle a Andreas Seppi i en la segona ronda de Wimbledon a Nicolas Mahut.
La temporada de pista dura per a Ferrer va començar amb els Jocs Olímpics de Rio. Ferrer va superar la primera ronda contra Denis Istomin, abans de caure contra Donskoy en un partit molt disputat. Al Masters de Cincinnati va caure de nou a primera ronda, aquesta vegada de la mà de Julien Benneteau. Ferrer va començar l'Open dels Estats Units derrotant Dolgopolov a la primera ronda i Fabio Fognini a la segona, abans de caure davant un Juan Martín del Potro en forma a la tercera ronda, igualant la seva actuació dels dos anys anteriors al torneig.

#### 2017-2018: Últim títol i darrera participació a un Grand Slam
La temporada 2017 va començar amb la participació del tennista de Xàbia a l'Obert d'Austràlia. Tot i que va superar les dues primeres rondes, Ferrer cauria amb un dels seus compatriotes, el castellonenc Roberto Bautista Agut per 7-5, 6-7 (6), 7-6 (3) i 6-4. Açò suposaria el pitjor resultat de Ferrer a terres australianes des de l'any 2010.
El juliol d'aquell mateix any, Ferrer tornaria a guanyar un torneig després de quasi dos anys. L'Obert de Suècia de 2017 seria l'últim gran títol que Ferrer guanyaria a la seua carrera a l'ATP. En aquesta ocasió, Ferru es proclamaria vencedor després de guanyar a la final a l'ucraïnès Alexandr Dolgopolov.
Al Màster de Cincinnati, Ferrer va tindre una destacada participació, on fins i tot va arribar a derrotar el número 8 del món, l'austríac Dominic Thiem. No obstant, seria derrotat a semifinals per l'australià Nick Kyrgios, en dos sets molt ajustat on es va arribar al tiebreak en tots dos.
L'any 2018 seria molt discret, pel que fa als resultats, per a Ferrer. Després de caure en primera ronda en els tres primers grans de la temporada (Obert d'Austràlia, Roland Garros i Wimbledon), Ferrer va acudir a la cita amb el US Open, que acabaria essent el seu últim grand slam. El de Xàbia seria enquadrat a la primera ronda amb un dels seus grans rivals de la seua carrera esportiva: Rafel Nadal. El mallorquí va començar avançant-se en el marcador amb un 6-3 al primer set. Així i tot, el partit acabaria de forma prematura degut a la lesió que va patir Ferrer al soli de la cama esquerra a mitjan segon set. Després de retirar-se del partit, el de Xàbia no va poder aguantar les llàgrimes i va donar les gràcies als aficionats nord-americans per totes les experiències viscudes al llarg dels més de quinze anys de la seua carrera.

#### 2019: Retirada
Poques hores abans d'enfrontar-se amb Nadal a la primera ronda de l'Obert dels Estats Units, Ferrer havia anunciat que el 2019 seria la seua darrera temporada com a tennista professional. A més, l'alacantí va fer pública la seua idea de dur a terme una xicoteta gira per l'any 2019 on disputaria la Hopman Cup representant l'equip espanyol en un dobles mixtos junt amb Garbiñe Muguruza. Juntament amb això, Ferrer va anunciar que disputaria els tornejos d'Auckland, Buenos Aires, Acapulco, Barcelona i Madrid.
Una de les seues últimes actuacions destacades va tenir lloc al Màster de Miami, on Ferrer va remuntar un set en contra per derrotar el número 3 del món, l'alemany Alexander Zverev. Aquesta victòria va ser tota una sorpresa per al tennista xabienc, ja que va suposar la seua primera victòria a un jugador top 3 del Ranking ATP en vora 5 anys.
Finalment, Ferrer acabaria retirant-se al Mutua Madrid Open 2019 després de caure enfront del propi Zverev en dos sets (6-4, 6-1). Aquest seria l'últim partit en la longeva carrera de Ferrer, una trajectòria de quasi vint anys al circuit ATP, on va aconseguir vint-i-set títols, entre ells un màster 1000, a més d'un subcampionat a Roland Garros i un 3r lloc al Ranking ATP.

## Palmarès: 32 (27−2−3)

### Individual: 52 (27−25)
| Llegenda (pre/post 2009)                                  |
| --------------------------------------------------------- |
| Grand Slams (0−1)                                         |
| Tennis Masters Cup / ATP Finals (0−1)                     |
| ATP Masters Series / ATP World Tour Masters 1000 (1−6)    |
| ATP International Series Gold / ATP World Tour 500 (10−9) |
| ATP International Series / ATP World Tour 250 (16−8)      |

| Títols per superfície |
| --------------------- |
| Dura (12−10)          |
| Gespa (2−0)           |
| Terra batuda (13−15)  |

| Resultat  | Núm. | Data                   | Torneig                          | Superfície   | Oponent en la final   | Marcador                   |
| --------- | ---- | ---------------------- | -------------------------------- | ------------ | --------------------- | -------------------------- |
| Finalista | 1.   | 21 de juliol de 2002   | Umag, Croàcia                    | Terra batuda | Carles Moyà           | 2−6, 3−6                   |
| Guanyador | 1.   | 9 de setembre de 2002  | Bucarest, Romania                | Terra batuda | José Acasuso          | 6−3, 6−2                   |
| Finalista | 2.   | 4 d'agost de 2003      | Sopot, Polònia                   | Terra batuda | Guillermo Coria       | 5−7, 1−6                   |
| Finalista | 3.   | 10 d'abril de 2005     | València, País Valencià          | Terra batuda | Ígor Andréiev         | 3−6, 7−5, 3−6              |
| Guanyador | 2.   | 17 de juliol de 2006   | Stuttgart, Alemanya              | Terra batuda | José Acasuso          | 6−4, 3−6, 6−7(3), 7−5, 6−4 |
| Guanyador | 3.   | 13 de gener de 2007    | Auckland, Nova Zelanda           | Dura         | Tommy Robredo         | 6−4, 6−2                   |
| Guanyador | 4.   | 15 de juliol de 2007   | Bastad, Suècia                   | Terra batuda | Nicolás Almagro       | 6−1, 6−2                   |
| Guanyador | 5.   | 7 d'octubre de 2007    | Tòquio, Japó                     | Dura         | Richard Gasquet       | 6−1, 6−2                   |
| Finalista | 4.   | 18 de novembre de 2007 | Tennis Masters Cup, Xangai, Xina | Dura (i)     | Roger Federer         | 2−6, 3−6, 2−6              |
| Guanyador | 6.   | 20 d'abril de 2008     | València                         | Terra batuda | Nicolás Almagro       | 4−6, 6−2, 7−6(2)           |
| Finalista | 5.   | 4 de maig de 2008      | Barcelona, Catalunya             | Terra batuda | Rafael Nadal          | 1−6, 6−4, 1−6              |
| Guanyador | 7.   | 21 de juny de 2008     | 's-Hertogenbosch, Països Baixos  | Gespa        | Marc Gicquel          | 6−4, 6−2                   |
| Finalista | 6.   | 28 de febrer de 2009   | Dubai, Emirats Àrabs Units       | Dura         | Novak Đoković         | 5−7, 3−6                   |
| Finalista | 7.   | 26 d'abril de 2009     | Barcelona (2)                    | Terra batuda | Rafael Nadal          | 2−6, 5−6                   |
| Finalista | 8.   | 21 de febrer de 2010   | Buenos Aires, Argentina          | Terra batuda | Juan Carlos Ferrero   | 7−5, 4−6, 3−6              |
| Guanyador | 8.   | 27 de febrer de 2010   | Acapulco, Mèxic                  | Terra batuda | Juan Carlos Ferrero   | 6−3, 3−6, 6−1              |
| Finalista | 9.   | 2 de maig de 2010      | Roma, Itàlia                     | Terra batuda | Rafael Nadal          | 5−7, 2−6                   |
| Finalista | 10.  | 10 d'octubre de 2010   | Pequín, Xina                     | Dura         | Novak Đoković         | 2−6, 4−6                   |
| Guanyador | 9.   | 7 de novembre de 2010  | València (2)                     | Dura (i)     | Marcel Granollers     | 7−5, 6−3                   |
| Guanyador | 10.  | 15 de gener de 2011    | Auckland (2)                     | Dura         | David Nalbandian      | 6−3, 6−2                   |
| Guanyador | 11.  | 26 de febrer de 2011   | Acapulco (2)                     | Terra batuda | Nicolás Almagro       | 7−6(4), 6−7(2), 6−2        |
| Finalista | 11.  | 17 d'abril de 2011     | Montecarlo, Mònaco               | Terra batuda | Rafael Nadal          | 4−6, 5−7                   |
| Finalista | 12.  | 24 d'abril de 2011     | Barcelona (3)                    | Terra batuda | Rafael Nadal          | 2−6, 4−6                   |
| Finalista | 13.  | 17 de juliol de 2011   | Bastad                           | Terra batuda | Robin Söderling       | 2−6, 2−6                   |
| Finalista | 14.  | 16 d'octubre de 2011   | Xangai, Xina                     | Dura         | Andy Murray           | 5−7, 4−6                   |
| Guanyador | 12.  | 14 de gener de 2012    | Auckland (3)                     | Dura         | Olivier Rochus        | 6−3, 6−4                   |
| Guanyador | 13.  | 26 de febrer de 2012   | Buenos Aires                     | Terra batuda | Nicolás Almagro       | 4−6, 6−3, 6−2              |
| Guanyador | 14.  | 3 de març de 2012      | Acapulco (3)                     | Terra batuda | Fernando Verdasco     | 6−1, 6−2                   |
| Finalista | 15.  | 29 d'abril de 2012     | Barcelona (4)                    | Terra batuda | Rafael Nadal          | 6−7(1), 5−7                |
| Guanyador | 7.   | 23 de juny de 2012     | 's-Hertogenbosch (2)             | Gespa        | Philipp Petzschner    | 6−3, 6−4                   |
| Guanyador | 16.  | 15 de juliol de 2012   | Bastad (2)                       | Terra batuda | Nicolás Almagro       | 6−2, 6−2                   |
| Guanyador | 17.  | 28 d'octubre de 2012   | València (3)                     | Dura (i)     | Aleksandr Dolgopòlov  | 6−1, 3−6, 6−4              |
| Guanyador | 18.  | 4 de novembre de 2012  | París, França                    | Dura (i)     | Jerzy Janowicz        | 6−4, 6−3                   |
| Guanyador | 19.  | 12 de gener de 2013    | Auckland (4)                     | Dura         | Philipp Kohlschreiber | 7−6(5), 6−1                |
| Guanyador | 20.  | 24 de febrer de 2013   | Buenos Aires (2)                 | Terra batuda | Stanislas Wawrinka    | 6−4, 3−6, 6−1              |
| Finalista | 16.  | 2 de març de 2013      | Acapulco                         | Terra batuda | Rafael Nadal          | 0−6, 2−6                   |
| Finalista | 17.  | 31 de març de 2013     | Miami, Estats Units              | Dura         | Andy Murray           | 6−2, 4−6, 6−7(1)           |
| Finalista | 18.  | 5 de maig de 2013      | Oeiras, Portugal                 | Terra batuda | Stanislas Wawrinka    | 1−6, 4−6                   |
| Finalista | 19.  | 9 de juny de 2013      | Roland Garros, França            | Terra batuda | Rafael Nadal          | 3−6, 2−6, 3−6              |
| Finalista | 20.  | 20 d'octubre de 2013   | Estocolm, Suècia                 | Dura (i)     | Grígor Dimitrov       | 6−2, 3−6, 4−6              |
| Finalista | 21.  | 27 d'octubre de 2013   | València (2)                     | Dura (i)     | Mikhaïl Iujni         | 3−6, 5−7                   |
| Finalista | 22.  | 3 de novembre de 2013  | París                            | Dura (i)     | Novak Đoković         | 5−7, 5−7                   |
| Guanyador | 21.  | 16 de febrer de 2014   | Buenos Aires (3)                 | Terra batuda | Fabio Fognini         | 6−4, 6−3                   |
| Finalista | 23.  | 20 de juliol de 2014   | Hamburg, Alemanya                | Terra batuda | Leonardo Mayer        | 6−7(3), 6−1, 7−6(4)        |
| Finalista | 24.  | 17 d'agost de 2014     | Cincinnati, Estats Units         | Dura         | Roger Federer         | 3−6, 6−1, 2−6              |
| Finalista | 25.  | 19 d'octubre de 2014   | Viena, Àustria                   | Dura         | Andy Murray           | 7−5, 2−6, 5−7              |
| Guanyador | 22.  | 10 de gener de 2015    | Doha, Qatar                      | Dura         | Tomáš Berdych         | 6−4, 7−5                   |
| Guanyador | 23.  | 22 de febrer de 2015   | Rio de Janeiro, Brasil           | Terra batuda | Fabio Fognini         | 6−2, 6−3                   |
| Guanyador | 24.  | 28 de febrer de 2015   | Acapulco (4)                     | Dura         | Kei Nishikori         | 6−3, 7−5                   |
| Guanyador | 25.  | 4 d'octubre de 2015    | Kuala Lumpur, Malàisia           | Dura         | Feliciano López       | 7−5, 7−5                   |
| Guanyador | 26.  | 25 d'octubre de 2015   | Viena                            | Dura         | Steve Johnson         | 4−6, 6−4, 7−5              |
| Guanyador | 27.  | 23 de juliol de 2017   | Bastad (3)                       | Terra batuda | Aleksandr Dolgopòlov  | 6−4, 6−4                   |

### Dobles: 3 (2−1)
| Llegenda (pre/post 2009)                                 |
| -------------------------------------------------------- |
| Grand Slams (0−0)                                        |
| Tennis Masters Cup / ATP Finals (0−0)                    |
| ATP Masters Series / ATP World Tour Masters 1000 (0−0)   |
| ATP International Series Gold / ATP World Tour 500 (1−1) |
| ATP International Series / ATP World Tour 250 (1−0)      |

| Títols per superfície |
| --------------------- |
| Dura (0−0)            |
| Gespa (0−0)           |
| Terra batuda (2−1)    |

| Resultat  | Núm. | Data                 | Torneig            | Superfície   | Parella          | Oponents en la final          | Marcador      |
| --------- | ---- | -------------------- | ------------------ | ------------ | ---------------- | ----------------------------- | ------------- |
| Finalista | 1.   | 31 de gener de 2003  | Acapulco, Mèxic    | Terra batuda | Fernando Vicente | Mark Knowles Daniel Nestor    | 3–6, 3–6      |
| Guanyador | 1.   | 31 de gener de 2005  | Viña del Mar, Xile | Terra batuda | Santiago Ventura | Gastón Etlis Martín Rodríguez | 6–3, 6–4      |
| Guanyador | 2.   | 21 de febrer de 2005 | Acapulco           | Terra batuda | Santiago Ventura | Jiri Vanek Tomas Zib          | 4–6, 6–1, 6–4 |

### Equips: 4 (3−1)
| Resultat  | Núm. | Data                      | Torneig                              | Superfície       | Equip                                               | Oponents                                                            | Marcador |
| --------- | ---- | ------------------------- | ------------------------------------ | ---------------- | --------------------------------------------------- | ------------------------------------------------------------------- | -------- |
| Guanyador | 1.   | 21−23 de novembre de 2008 | Copa Davis, Mar del Plata, Argentina | Dura (i)         | Marcel Granollers Feliciano López Fernando Verdasco | José Acasuso Agustín Calleri Juan Martín del Potro David Nalbandian | 3−1      |
| Guanyador | 2.   | 4−6 de desembre de 2009   | Copa Davis, Barcelona, Catalunya (2) | Terra batuda (i) | Rafael Nadal Feliciano López Fernando Verdasco      | Tomáš Berdych Lukas Dlouhy Jan Hajek Radek Štěpánek                 | 5−0      |
| Guanyador | 3.   | 2−4 de desembre de 2011   | Copa Davis, Sevilla, Espanya (3)     | Terra batuda (i) | Feliciano López Rafael Nadal Fernando Verdasco      | Juan Martín del Potro Juan Mónaco David Nalbandian Eduardo Schwank  | 3−1      |
| Finalista | 1.   | 16−18 de novembre de 2012 | Copa Davis, Praga, República Txeca   | Dura (i)         | Nicolás Almagro Marcel Granollers Marc López        | Tomáš Berdych Ivo Minar Lukas Rosol Radek Štěpánek                  | 2−3      |

## Trajectòria

### Individual
| Torneig | 2002              | 2003              | 2004              | 2005              | 2006              | 2007              | 2008              | 2009                  | 2010                  | 2011                  | 2012                  | 2013                  | 2014                  | 2015                  | 2016                  | 2017                  | 2018                  | 2019                  | Títols    | V – D     |
| --- | ----------------- | ----------------- | ----------------- | ----------------- | ----------------- | ----------------- | ----------------- | --------------------- | --------------------- | --------------------- | --------------------- | --------------------- | --------------------- | --------------------- | --------------------- | --------------------- | --------------------- | --------------------- | --------- | --------- |
| Grand Slam |                   |                   |                   |                   |                   |                   |                   |                       |                       |                       |                       |                       |                       |                       |                       |                       |                       |                       |           |           |
| Open d'Austràlia | A                 | 1R                | 2R                | 1R                | 4R                | 4R                | QF                | 3R                    | 2R                    | SF                    | QF                    | SF                    | QF                    | 4R                    | QF                    | 3R                    | 1R                    | A                     | 0 / 16    | 41 – 16   |
| Roland Garros | Q2                | 2R                | 2R                | QF                | 3R                | 3R                | QF                | 3R                    | 3R                    | 4R                    | SF                    | F                     | QF                    | QF                    | 4R                    | 2R                    | 1R                    | A                     | 0 / 16    | 44 – 16   |
| Wimbledon | A                 | 2R                | 2R                | 1R                | 4R                | 2R                | 3R                | 3R                    | 4R                    | 4R                    | QF                    | QF                    | 2R                    | A                     | 2R                    | 3R                    | 1R                    | A                     | 0 / 15    | 28 – 15   |
| US Open | A                 | 1R                | 1R                | 3R                | 3R                | SF                | 3R                | 2R                    | 4R                    | 4R                    | SF                    | QF                    | 3R                    | 3R                    | 3R                    | 1R                    | 1R                    | A                     | 0 / 16    | 33 – 16   |
| Victòries–Derrotes | 0−0               | 2−4               | 3−4               | 6−4               | 10−4              | 11−4              | 12−4              | 7−4                   | 9−4                   | 14−4                  | 18−4                  | 19−4                  | 10−4                  | 9−3                   | 10−4                  | 5−4                   | 0−4                   | 0−0                   | 0 / 63    | 145 − 63  |
| Altres |                   |                   |                   |                   |                   |                   |                   |                       |                       |                       |                       |                       |                       |                       |                       |                       |                       |                       |           |           |
| Jocs Olímpics | NC                | NC                | A                 | No celebrat       | No celebrat       | No celebrat       | 1R                | No celebrat           | No celebrat           | No celebrat           | 3R                    | No celebrat           | No celebrat           | No celebrat           | 2R                    | No celebrat           | No celebrat           | No celebrat           | 0 / 3     | 3 – 3     |
| ATP World Tour Finals | A                 | A                 | A                 | A                 | A                 | F                 | A                 | A                     | RR                    | SF                    | RR                    | RR                    | RR                    | RR                    | A                     | A                     | A                     | A                     | 0 / 7     | 8 – 14    |
| ATP Masters Series / ATP Masters 1000                                                                                      |                   |                   |                   |                   |                   |                   |                   |                       |                       |                       |                       |                       |                       |                       |                       |                       |                       |                       |           |           |
| Indian Wells | A                 | 1R                | 1R                | 3R                | 2R                | QF                | 3R                | 4R                    | 2R                    | 2R                    | 3R                    | 2R                    | A                     | 3R                    | A                     | A                     | 3R                    | A                     | 0 / 13    | 11 – 13   |
| Miami | A                 | 1R                | 1R                | SF                | SF                | 4R                | 2R                | 4R                    | 4R                    | QF                    | QF                    | F                     | 4R                    | QF                    | 3R                    | 2R                    | 3R                    | 3R                    | 0 / 17    | 34 – 17   |
| Montecarlo | A                 | 1R                | A                 | QF                | QF                | QF                | QF                | 3R                    | SF                    | F                     | 2R                    | A                     | SF                    | QF                    | A                     | A                     | A                     | A                     | 0 / 11    | 26 – 11   |
| Hamburg | A                 | 1R                | QF                | 1R                | QF                | QF                | 3R                | Madrid (terra batuda) | Madrid (terra batuda) | Madrid (terra batuda) | Madrid (terra batuda) | Madrid (terra batuda) | Madrid (terra batuda) | Madrid (terra batuda) | Madrid (terra batuda) | Madrid (terra batuda) | Madrid (terra batuda) | Madrid (terra batuda) | 0 / 16    | 30 – 16   |
| Madrid (terra batuda) | Masters d'Hamburg | Masters d'Hamburg | Masters d'Hamburg | Masters d'Hamburg | Masters d'Hamburg | Masters d'Hamburg | Masters d'Hamburg | 2R                    | SF                    | QF                    | QF                    | QF                    | SF                    | QF                    | 3R                    | 3R                    | A                     | 2R                    | 0 / 16    | 30 – 16   |
| Roma | A                 | 2R                | 3R                | SF                | 1R                | 1R                | 2R                | 1R                    | F                     | A                     | SF                    | QF                    | QF                    | SF                    | 3R                    | 2R                    | 1R                    | A                     | 0 / 15    | 24 – 15   |
| Toronto/Mont-real | A                 | A                 | 2R                | 2R                | 1R                | 2R                | 3R                | 2R                    | 1R                    | A                     | A                     | 2R                    | QF                    | A                     | A                     | 3R                    | 1R                    | A                     | 0 / 11    | 9 – 11    |
| Cincinnati | A                 | A                 | 1R                | 2R                | QF                | QF                | 2R                | 3R                    | 3R                    | 3R                    | 2R                    | 3R                    | F                     | A                     | 1R                    | SF                    | 1R                    | A                     | 0 / 14    | 21 – 14   |
| Madrid (dura) | Q                 | 2R                | 1R                | QF                | 2R                | 2R                | 2R                | Xangai                | Xangai                | Xangai                | Xangai                | Xangai                | Xangai                | Xangai                | Xangai                | Xangai                | Xangai                | Xangai                | 0 / 13    | 13 – 13   |
| Xangai | Madrid (dura)     | Madrid (dura)     | Madrid (dura)     | Madrid (dura)     | Madrid (dura)     | Madrid (dura)     | Madrid (dura)     | 2R                    | 3R                    | F                     | A                     | 3R                    | QF                    | 2R                    | 1R                    | A                     | A                     | A                     | 0 / 13    | 13 – 13   |
| París | A                 | A                 | 1R                | QF                | 2R                | QF                | 2R                | A                     | 3R                    | QF                    | G                     | F                     | QF                    | SF                    | 2R                    | 1R                    | A                     | A                     | 1 / 14    | 21 – 12   |
| Victòries–Derrotes | 0−0               | 2−6               | 6−8               | 20−9              | 13−9              | 17−9              | 5−9               | 11−8                  | 20−9                  | 16−7                  | 14−6                  | 13−8                  | 20−8                  | 14−7                  | 5−6                   | 8−6                   | 2−5                   | 2−1                   | 1 / 124   | 189 – 122 |
| Estadístiques |                   |                   |                   |                   |                   |                   |                   |                       |                       |                       |                       |                       |                       |                       |                       |                       |                       |                       |           |           |
| Torneigs disputats | 7                 | 27                | 31                | 29                | 26                | 26                | 24                | 24                    | 23                    | 20                    | 22                    | 23                    | 25                    | 19                    | 23                    | 22                    | 17                    | 6                     | 391       | 391       |
| Finals | 2                 | 1                 | 0                 | 1                 | 1                 | 4                 | 3                 | 2                     | 5                     | 6                     | 8                     | 9                     | 4                     | 5                     | 0                     | 1                     | 0                     | 0                     | 52        | 52        |
| Títols | 1                 | 0                 | 0                 | 0                 | 1                 | 3                 | 2                 | 0                     | 2                     | 2                     | 7                     | 2                     | 1                     | 5                     | 0                     | 1                     | 0                     | 0                     | 27        | 27        |
| Victòries–Derrotes | 10−6              | 20−27             | 29−31             | 43−29             | 41−26             | 61−23             | 44−23             | 45−23                 | 60−24                 | 59−19                 | 76−15                 | 60−24                 | 54−24                 | 55−16                 | 36−22                 | 24−21                 | 9−18                  | 8−6                   | 734 – 377 | 734 – 377 |
| Rànquing a final d'any | 59                | 71                | 49                | 14                | 14                | 5                 | 12                | 17                    | 7                     | 5                     | 5                     | 3                     | 10                    | 7                     | 21                    | 37                    | 125                   | 224                   |           |           |
| Llegenda: G: Guanyador; F: Finalista; SF: Semifinalista; QF: Quarts de final; Q: Qualificació; A: Absent; RR: Round Robin; |                   |                   |                   |                   |                   |                   |                   |                       |                       |                       |                       |                       |                       |                       |                       |                       |                       |                       |           |           |

### Dobles
| Open d'Austràlia | 1R  | 1R  | 3R          | 2R          | A           | A   | 1R          | A           | A           | A   | A           | A           | A           | A  | 0 / 5 | 3 – 5 |
| Roland Garros | 1R  | 1R  | 1R          | 1R          | A           | A   | 2R          | A           | A           | A   | A           | A           | A           | A  | 0 / 4 | 1 – 4 |
| Wimbledon | 1R  | 1R  | 1R          | 1R          | A           | A   | 1R          | A           | A           | A   | A           | A           | A           | A  | 0 / 5 | 0 – 5 |
| US Open | 1R  | 2R  | 1R          | 2R          | A           | A   | A           | A           | A           | A   | A           | A           | A           | A  | 0 / 4 | 2 – 4 |
| Jocs Olímpics | NC  | A   | No celebrat | No celebrat | No celebrat | 2R  | No celebrat | No celebrat | No celebrat | 4t  | No celebrat | No celebrat | No celebrat | QF | 0 / 4 | 6 – 4 |
| Rànquing a final d'any | 146 | 166 | 43          | 139         | 268         | 295 | 88          | 215         | 544         | 353 | –           | 567         | 372         | –  |       |       |
| Llegenda: G: Guanyador; F: Finalista; SF: Semifinalista; QF: Quarts de final; Q: Qualificació; A: Absent; RR: Round Robin; |     |     |             |             |             |     |             |             |             |     |             |             |             |    |       |       |

## Ranking ATP a final de temporada
| Any                | 2000 | 2001 | 2002 | 2003 | 2004 | 2005 | 2006 | 2007 | 2008 | 2009 | 2010 | 2011 | 2012 | 2013 | 2014 | 2015 | 2016 | 2017 | 2018 | 2019 |
| Ranking Individual | 406  | 209  | 59   | 71   | 49   | 14   | = 14 | 5    | 12   | 17   | 7    | 5    | = 5  | 3    | 10   | 7    | 21   | 37   | 125  | 224  |